# Metalizer
A Metalizer a svéd Sabaton power metal zenekar 2007-ben megjelent negyedik stúdióalbuma.

## Története
A felvételek még 2002-ben készültek és ez lett volna az együttes debütáló albuma, de akkor nem került kiadásra. A Metalizer album dalai nagyrészt a bónusz CD-re felkerült 2000-es Fist for Fight lemezen hallható demófelvételek új verziója. Az albumot 2010. szeptember 24-én újra megjelentette az együttes a Nuclear Blast jóvoltából, Metalizer Re-Armed Edition címmel, 3 bónuszdallal fűszerezve.

## Az album dalai
CD 1: Metalizer (2002)
1. "Hellrider" - 3:42
2. "Thundergods" - 3:48
3. "Metalizer" - 4:07
4. "Shadows" - 3:29
5. "Burn Your Crosses" - 5:09
6. "7734" - 3:42
7. "Endless Nights" - 4:52
8. "Hail to the King" - 3:39
9. "Thunderstorm" - 3:09
10. "Speeder" - 3:46
11. "Masters of the World" - 4:02
12. "Jawbreaker" (Judas Priest feldolgozás) - 3:22
13. "Dream Destroyer" - 3:12
14. "Panzer Battalion (Demo Version)" - 5:01
15. "Hellrider (Live in Västeräs 2006)" - 4:25

12: Bónusz dal 

13-15: Re-Armed Edition bónusz

CD 2: Fist for Fight (2000)
1. "Introduction" - 0:56
2. "Hellrider" - 3:49
3. "Endless Nights" - 4:50
4. "Metalizer" - 4:26
5. "Burn Your Crosses" - 5:23
6. "The Hammer Has Fallen" - 5:50
7. "Hail to the King" - 4:09
8. "Shadows" - 3:33
9. "Thunderstorm" - 3:10
10. "Masters of the World" - 4:01
11. "Guten Nacht" - 1:53
12. "Birds of War" (korábban kiadatlan dal) - 4:53

## Közreműködők
- Joakim Brodén - ének
- Rikard Sundén - gitár
- Oskar Montelius - gitár
- Pär Sundström - basszusgitár
- Daniel Mullback - dob
- Daniel Mÿhr - billentyűs hangszerek

## Külső hivatkozások
- Az együttes hivatalos oldala (angolul)
- metal-archives.com
- Sabaton dalszövegek (angolul)